# Osso parietal
Os ossos parietais, do latim parietale ou paries (parede), são um par de ossos retangulares, curvos e achatados que ocupam a parte lateral e superior da calota craniana, protegendo o lobo parietal do cérebro. Fazem parte da composição do neurocrânio no esqueleto axial.

## Localização e posição anatômica
Ocupam a região latero-superior da caixa craniana, formando a maior parte desta. Estão posteriores ao osso frontal, superiores aos temporais e anteriores ao occipital. A face côncava é voltada para dentro, seu ângulo esfenoidal é voltado para frente e abaixo (ântero-inferior), e a margem pontiaguda (margem escamosa) encontra-se voltada para baixo.

## Descrição
As paredes laterais do crânio e parte do teto são formadas pelos dois ossos parietais (esquerdo e direito). Cada um dos parietais possui formato irregularmente retangular e uma superfície interna côncava. A porção mais larga de todo o crânio está localizada entre os tubérculos parietais (eminências) dos dois ossos parietais. O osso frontal é basicamente anterior aos parietais, o osso occipital é posterior; os ossos temporais são inferiores e as asas maiores do osso esfenoide são inferiores e anteriores.

Cada osso parietal possui forame parietal por onde passam as veias emissárias, que são vasos que permitem a comunicação do meio externo (couro cabeludo) com o meio interno (encéfalo), permitindo o fluxo sanguíneo em duplo sentido, ou seja, tanto fora como dentro da cavidade craniana. Isso decorre do fato de vasos serem desprovidos de válvulas.

Os ossos da calvária, por serem do tipo plano (laminar), a substância esponjosa (que nesse caso se chama díploe) situa-se entre duas camadas de substância compacta. Em comparação aos ossos longos, em que a diáfise é composta por osso compacto externamente ao canal medular, enquanto as epífises são compostas por osso esponjoso envolto por uma fina camada de osso compacto.

## Articulações
Cada osso parietal articula-se com cinco ossos cranianos: o frontal, o occipital, o temporal, o esfenoide e o parietal oposto. As articulações feitas entre os ossos do crânio são as suturas, que fazem parte das articulações fibrosas – onde há interposição do tecido fibroso sobre os ossos.

- Sutura coronal – Acontece a partir da articulação de um osso parietal com o osso frontal.
- Sutura lambdóidea – Articulação entre o osso parietal e o occipital.
- Sutura sagital – Quando os ossos parietais se articulam entre si.
- Sutura escamosa – Articulação entre o osso parietal e o temporal.

A articulação entre mais de uma sutura se chama fontanela. A junção entre as suturas sagital e coronal se chama bregma, enquanto a lambda é a junção entre as suturas sagital e a lambdóide.

## Ossificação
O osso parietal é ossificado a partir de um único centro membranoso, que aparece na eminência parietal sobre a oitava semana de vida fetal. A ossificação gradualmente se estende de forma radial a partir do centro em direção às margens do osso. Consequentemente, os ângulos (onde se encontram as fontanelas) são as peças formadas por último, onde as fontanelas se formam.

Ocasionalmente, o osso parietal é dividida em duas partes, superior e inferior, por uma sutura antero-posterior.

## Faces, Ângulos e Bordas
Os ossos parietais apresentam 2 faces, 4 bordas e 4 ângulos, cada.
Faces
- Face Externa é convexa, lisa  e lateral.
- Face Interna é côncava e medial apresentando sulcos anteriores que correspondem aos ramos da artéria meníngea média.

Bordas
- Borda Superior / Sagital / Parietal
- Borda Anterior / Frontal / Coronal
- Borda Posterior / Occipital / Lambdóidea
- Borda Inferior / Escamosa / Temporal

Ângulos
- Ângulo Frontal
- Ângulo Esfenoidal
- Ângulo Mastóideo
- Ângulo Occipital

## Imagem
- Vista lateral do crânio.
- Base do crânio. Superfície superior.
- Corte sagital do crânio.
- Superfície externa esquerda.
- Superfície interna esquerda.
- Parietal no crânio.
- Cavidade temporal.
- Sutura sagital dividindo os parietais.
- Sutura coronal separando-os do frontal.
- Sutura escamosa separando-os dos temporais.
- Sutura lambdoide separando-os do occipital.